# 亨德森 (科羅拉多州)
亨德森（英語：Henderson）是位於美國科羅拉多州亞當斯縣的一個非建制地區。該地的面積和人口皆未知。

## 地理
亨德森的座標為39°55′18″N 104°52′06″W / 39.92167°N 104.86833°W，而該地的平均海拔高度為1531米（即5023英尺）。